# Stazione meteorologica di Fiuminata Poggio Sorifa
La stazione meteorologica di Fiuminata Poggio Sorifa è la stazione meteorologica di riferimento relativa all'omonima località del territorio comunale di Fiuminata.

## Coordinate geografiche
La stazione meteo si trova nell'Italia centrale, nelle Marche, in provincia di Macerata, nel comune di Fiuminata, in località  Poggio Sorifa, a 552 metri s.l.m. e alle coordinate geografiche 43°08′N 12°52′E.

## Dati climatologici
In base alla media trentennale di riferimento 1961-1990, la temperatura media del mese più freddo, gennaio, si attesta a +3,5 °C; quella del mese più caldo, luglio, è di +20,5 °C .
| Fiuminata Poggio Sorifa | Mesi | Mesi | Mesi | Mesi | Mesi | Mesi | Mesi | Mesi | Mesi | Mesi | Mesi | Mesi | Stagioni | Stagioni | Stagioni | Stagioni | Anno |
| Fiuminata Poggio Sorifa | Gen  | Feb  | Mar  | Apr  | Mag  | Giu  | Lug  | Ago  | Set  | Ott  | Nov  | Dic  | Inv      | Pri      | Est      | Aut      | Anno |
| ----------------------- | ---- | ---- | ---- | ---- | ---- | ---- | ---- | ---- | ---- | ---- | ---- | ---- | -------- | -------- | -------- | -------- | ---- |
| T. max. media (°C)      | 7,6  | 8,6  | 11,4 | 15,6 | 20,4 | 25,2 | 28,1 | 28,2 | 23,7 | 17,9 | 12,7 | 8,2  | 8,1      | 15,8     | 27,2     | 18,1     | 17,3 |
| T. min. media (°C)      | −0,5 | −0,7 | 1,5  | 4,8  | 8,0  | 11,3 | 12,8 | 12,2 | 10,7 | 7,5  | 3,8  | 0,6  | −0,2     | 4,8      | 12,1     | 7,3      | 6,0  |